# عباس شادروان
عباس شادروان (زاده ۱۳۳۵ در تهران) بازیگر تئاتر، سینما و تلویزیون اهل ایران است.
وی دارای مدرک کارشناسی بازیگری، کارگردانی از دانشکده هنرهای زیبای دانشگاه تهران و تحصیلات تکمیلی علوم تئاتراز دانشکده انستیتو سینما ـ تئاتر دانشگاه کلن آلمان است.

## فیلم‌های سینمایی
- نقشه (۱۳۶۱)
- پری (۱۳۷۸)
- درخت گلابی (۱۳۷۸)
- مهره (۱۳۷۹)
- سیلک (۱۳۸۰)
- اثیری (۱۳۸۰)

## فیلم‌های تلویزیونی
- بیرون از بهشت (۱۳۸۹)

## مجموعه‌های تلویزیونی
- داستان این شهر (۱۳۷۷)
- نوعی دیگر (۱۳۷۸)
- خانوادهٔ رضایت (۱۳۷۹)
- خانهٔ پدری (۱۳۸۱)
- خبرنگاران (۱۳۸۴)
- مدار صفر درجه (۱۳۸۴)
- جستجوگران (۱۳۸۸)
- ارثیه پدری (۱۳۹۹-۱۴۰۱)

## نمایش‌های تلویزیونی
- کسب و کار آقای فابریزی (۱۳۷۷)
- نمایش در سکوت (۱۳۷۷)
- مهر در حضور شمشیر (۱۳۷۹)

## نمایش‌های تئاتر
- درون و برون (۱۳۵۴)
- طاغوت - یاقوت - انقلاب (۱۳۵۸)
- قیام در هائیتی (۱۳۵۸)
- بوعلی سینا (۱۳۵۹)
- یادآوران سوسنگرد (۱۳۶۰)
- ردُگونه (۱۳۶۲)
- داستان باغ وحش (۱۳۶۴)
- گفتگوی شبانه (۱۳۷۳)
- آن سوی آینه (۱۳۷۶)
- مضرات دخانیات (۱۳۷۷)
- آوای قو (۱۳۷۷)
- گل و قداره (۱۳۷۸)
- تقصیر خاک تهرونه (۱۳۷۹)
- مریم و مرداویج (۱۳۸۲)
- مفتش (۱۳۸۳)
- سه پرده (۱۳۸۴)